# Oração judaica
A oração judaica (em hebraico: תְּפִלָּה, tefilá; plural hebraico: תְּפִלּוֹת, tefillos ou tefillót; em iídiche: תּפֿלה tfíle, plural תּפֿלות tfílles) são as recitações de orações que fazem parte da observância do Judaísmo. Estas orações, muitas vezes com instruções e comentários, são encontradas no sidur, o livro tradicional de orações judaicas.
Tradicionalmente, três grupos de orações são recitados diariamente:
1. Shacharit ou Shaharit (שַחֲרִת), do hebraico shachar ou shahar (שַחָר) "luz da manhã";
2. Minchá (מִנְחָה), as orações da tarde designadas para a oferta de farinha que acompanhava os sacrifícios no Templo de Jerusalém;
3. Arvit (עַרְבִית) ou Ma'ariv (מַעֲרִיב), de "anoitecer".

Orações adicionais:
1. Musaf (מוּסָף, "adicional") são recitadas pelas congregações ortodoxas e conservadoras no Shabat, nos principais feriados judaicos (inclusive no Chol HaMoed) e no Rosh Chodesh.
2. Um quinto serviço de oração, Ne'ilah (נְעִילָה, "fechamento"), é recitado somente em Yom Kippur, o Dia da Expiação.

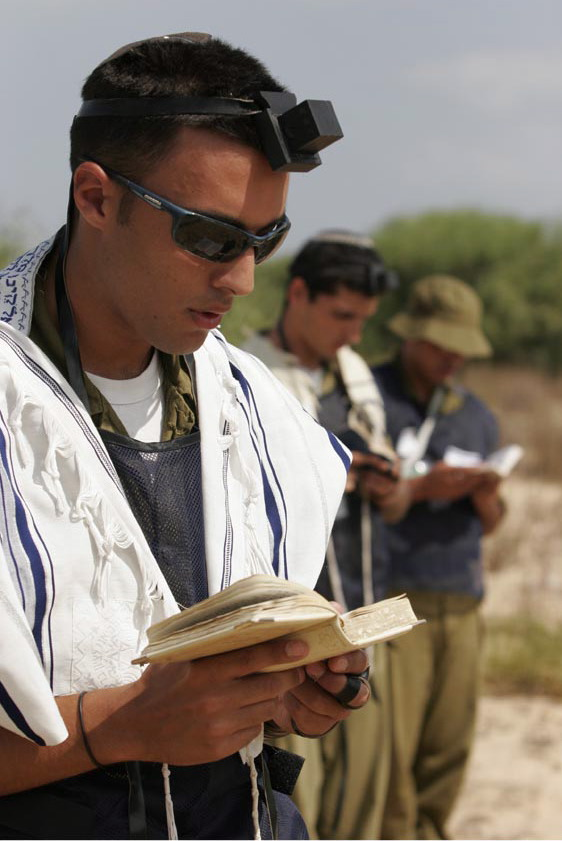
Soldado das FDI orando com o tefilin.

## Música sagrada
Nos tempos modernos, vários compositores escreveram música para uso durante o Kabbalat Shabbat e o Ma Tovu. Incluído neste grupo é o compositor Judeu/ americano Robert Strassburg (1915-2003).